# Agathidium pisanum
Agathidium pisanum är en skalbaggsart som beskrevs av Brisout de Barneville 1872. Agathidium pisanum ingår i släktet Agathidium, och familjen mycelbaggar. Arten är reproducerande i Sverige.